# Chris Lamb
Christopher John „Chris“ Lamb, geboren als Malcolm Stewart Dixon (* 19. März 1950 in York; † 21. August 2009) war ein britischer Molekularbiologe und Botaniker. Lamb war ein Pionier der Molekularbiologie und einer der führenden Pflanzenforscher seiner Zeit. In seiner Rolle als Leiter des Salk Institute in La Jolla, als Regius Professor of Plant Science in Edinburgh und als Leiter des John Innes Centre (JIC) in Norwich erforschte er ein ganzes Forscherleben lang die komplexen Verteidigungsstrategien von Pflanzen gegen Krankheitserreger. Er entwickelte Methoden und Verfahren, deckte Mechanismen auf, organisierte auf zwei Kontinenten Forschungsinstitute von Weltrang und inspirierte zahllose Menschen zu einer Laufbahn in den Biowissenschaften.

## Jugend und Ausbildung
Nach seiner Geburt wurde der Junge Malcolm Stewart Dixon getauft. Kurz nach der Geburt wurde er von Eileen und John Lamb adoptiert und sein Name in Christopher John Lamb geändert. Er wuchs bei seinen Adoptiveltern in Middlesbrough auf. Lambs Vater arbeitete für eine Reederei und Lamb reiste in seiner Jugend mehrfach als Kabinenjunge nach Osteuropa, Skandinavien und Italien. Von 1961 bis 1968 besuchte Lamb die Middlesbrough High School. Bis zu seinem fünfzehnten Lebensjahr plante der Junge eigentlich Architekt zu werden. Dann aber las er im Scientific American einen Artikel über das Laboratory for Molecular Biology des Medical Research Council an der University of Cambridge, an dem damals Max Perutz, John Cowdery Kendrew, Frederick Sanger, Francis Crick, Sydney Brenner und weitere arbeiteten. Die Lektüre inspirierte den Jungen so sehr, dass er nach Cambridge gehen und Molekularbiologie studieren wollte. Er bewarb sich am Fitzwilliam College und obwohl seine Zeugnisse nicht die beste Empfehlung waren, schien man sein Potential zu erkennen und erlaubte ihm ab Oktober 1969 zu studieren. Die Zeit bis zum Studienbeginn nutzte Lamb für eine Tätigkeit am ICI-Labor in Macclesfield, wo er zum ersten Mal Laborluft in einer biochemischen Forschungsstätte schnuppern konnte.
In seiner ersten Woche in Cambridge ging Lamb zu einer Kommilitonin, die ihre wissenschaftlichen Bücher verkaufte, weil sie ihr Studium der Wissenschaften aufgab. Dort traf er auf Jane Wright, mit der ihn dann eine fast vierzigjährige Partnerschaft verbinden würde. Da Paar heiratete 1970, hatte 1971 eine Tochter, Catherine und später folgten zwei Söhne, William, 1976 und Donald, 1985. Lamb schloss sein Studium der Biochemie1972 Summa cum laude ab.

## Frühe Forscherjahre
Er blieb in Cambridge und erwarb unter Führung seines Doktorvaters, Philip Rubery, mit der Erforschung der Phenylalanin-Ammoniak-Lyase (PAL) sein Ph.D. Lamb interessierte sich für die PAL-Produktion, die durch Verletzungen der Pflanze angekurbelt wurde und er untersuchte den Vorgang an Kartoffeln. Ihn interessierte besonders, ob das Enzym nach Verletzungen neu erzeugt wurde oder ob die Kartoffel bestehendes Enzym aktivierte. Den Vorgang untersuchte er mit verschiedenen Inhibitoren der RNA- und Eiweißsynthese (Translation (Biologie)). Seine Forschungsergebnisse wurde im Journal of Theoretical Biology veröffentlicht, was Lamb noch 30 Jahre später mit außerordentlichem Stolz erfüllte.
1975 nahm er seine Arbeit an der Oxford Botany School als ICI-Postdoctoral-Fellow an der St Edmund Hall auf, wo er obendrein noch der Kapitän der Fußballmannschaft wurde. Schon damals war offensichtlich, dass die Werkzeuge der Molekularbiologie entscheidend für die moderne Biochemie sein würden. Lamb setzte also alles daran, diese Methoden zur Untersuchung seiner Interessengebiete zu verwenden. Er bildete mit Rick Dixon ein Team, der für seine Doktorarbeit die Reaktion von Bohnenzellen auf Krankheitserreger untersuchte. Für Lamb war der Schritt von Synthesen als Reaktion auf Verletzungen hin zu Reaktionen auf Pathogenen richtungsweisend. Er würde dieses Thema für den Rest seines Forscherlebens untersuchen. Die enge Zusammenarbeit endete auch nicht, als Dixon an das Royal Holloway College wechselte. Von 1978 bis 2004 veröffentlichten die beiden 114 gemeinsame Artikel in Peer-reviewten Zeitschriften.
Während dieser Phase besuchte Lamb mit seinem Studenten Mike Lawton die Universität Freiburg, um im Labor von Klaus Hahlbrock in-vitro-Techniken zur Translation von RNA kennenzulernen. Hahlbrock hatte gute Beziehungen zum Salk Institute, wo man in dieser Zeit die Einrichtung eines Zweiges für Pflanzenbiologie plante. Hahlbrock erkannte das Führungspotential von Lamb und empfahl ihn für die Leitung des Instituts.

## Salk Institute, La Jolla
Obwohl Lamb noch nie eine ähnliche Stellung gehalten hatte, ging er 1983 nach Kalifornien und errichtete eines der heute führenden Forschungsinstitute für Pflanzenbiologie. Seine Bemühungen führten nicht nur zu einem weltweit führenden Institut, sondern sie machten La Jolla zu einem Hotspot der Pflanzenforschung. Dort befinden sich neben dem Salk Institute auch die University of California, San Diego und das Scripps Research Institute und bilden ein Kompetenzcluster.
Das Institut wuchs schnell und die Abstimmung zwischen den Teilbereichen zwang häufig zu Improvisationen. Gleichzeitig war die Produktivität unerhört hoch, so dass Lamb sich sogar einmal beschwerte, dass seine veröffentlichten Artikel seltener als einmal pro Monat erfolgten. Er änderte seine Arbeitsweise und diktierte seine Artikel auf Band. Damit steigerte seine Quote auf einen Artikel pro Woche. Er wurde einer der häufigst-zitierten Autoren im Bereich der Pflanzen- und Tierbiologie.
Noch während Lamb Salk zu einem der weltweit führenden Biologie-Institute aufbaute unterstützte er den Aufbau eines weiteren Forschungsinstitutes der Samuel Roberts Noble Foundation in Ardmore, Oklahoma. Die Institute arbeiten eng zusammen und unterhielten auch gemeinsame Programme, in denen Forscher je 18 Monate in den beiden Instituten arbeiteten, um so eine breitere Basis zu erhalten.

## Regius Professur, Edinburgh
1998 wechselte Lamb überraschend zurück nach Großbritannien und übernahm 1999 die Regius Professor of Plant Science an der University of Edinburgh. Kurz nach Amtsantritt wurde ein neuer Leiter für das JIC in Norwich gesucht und Lamb bewarb sich erfolgreich. So verließ er Edinburgh nur neun Monate nachdem er die Regius Professur übernommen hatte. In der Zwischenzeit hatte er schon Bemühungen zur Finanzierung einer Renovierung der 1965 erbauten Labore des pflanzenbiologischen Instituts begonnen, die 2003 erfolgreich abgeschlossen wurde.

## John Innes Centre
Am JIC verfolgte Lamb das Motto „excellence and relevance“ (hervorragende Leistungen und Wichtigkeit). Er fokussierte die Arbeiten und strukturierte aus den zehn vorhandenen Abteilungen sechs Forschungsrichtungen. Das Ziel der Forschung war Ernährungssicherheit, Entwicklung von Bio-Energie, nachhaltige Landwirtschaft, Altern in guter Gesundheit und neue Therapeutika. Neben diesen eher klassischen Themenansätzen führte Lamb die Computerisierung der Biologie am JIC ein. Zu diesem Zweck lud er Experten aus der ganzen Welt ein und ließ unter der Leitung von Janet Thornton einen Plan zur Einrichtung einer Abteilung für Bioinformatik ausarbeiten. Der Projektvorschlag basierte auf 20 neu zu schaffenden Stellen für  die Bioinformatik, was die verfügbaren Ressourcen weit überschritt. Lamb konnte nur einen Teil der Vorschläge realisieren und organisierte Projekte so, dass sie einen Teil der Aufbauarbeit selbst leisten  mussten, wenn sie Bedarf an Bioinformatik hatten.
Gleichzeitig begann die Systembiologie ihren erfolgreichen Lauf in den Instituten. Zwar hatte das JIC eine breite Forschungsbasis und die Zusammenarbeit über Abteilungsgrenzen war Routine, es fehlten aber die Mathematiker und Physiker im Institute, um die Palette an erforderlichen Fachrichtungen abzurunden. Daher gründete er eine Abteilung für Bioinformatik und Systembiologie, in die er die zuvor gegründete Bioinformatikabteilung integrierte. Gleichzeitig wurden immer wieder Projekte für mathematische Modellierung durchgeführt, so dass die erforderlichen Kenntnisse und Fähigkeiten entwickelt werden konnten.
Im Alter von 59 Jahren verstarb Chris Lamb an Herzinsuffizienz.

## Ehrungen
2008 wurde Lamb zum Fellow der Royal Society berufen.  Im gleichen Jahr wurde er für seine Leistungen zum Commander des Order of the British Empire ernannt, erlebte aber den Festakt nicht mehr.

## Bibliografie

### Bücher
- 1989: Plant gene transfer: proceedings of a UCLA symposium held at Park City, Utah, April 1-7